# 杰弗里·梅森
杰弗里·梅森（英語：Geoffrey Mason，1902年5月13日—1987年1月5日），美国男子雪车运动员。他曾代表美国参加1928年冬季奥林匹克运动会雪车比赛，联同比利·菲斯克、尼恩·塔克、克利福德·格雷和理查德·帕克获得一枚金牌。